# Břetislav Sommer
Břetislav Sommer (19. března 1927 – ???) byl český a československý politik Komunistické strany Československa, poúnorový poslanec Národního shromáždění ČSR a později předseda MěNV v Šumperku.

## Biografie
Ve volbách roku 1954 byl zvolen za KSČ do Národního shromáždění ve volebním obvodu Šumperk. V parlamentu setrval až do konce funkčního období, tedy do voleb roku 1960. K roku 1954 se profesně uvádí jako tkalcovský mistr v národním podniku Atlas.
V letech 1960–1969 byl předsedou Městského národního výboru v Šumperku. Po invazi vojsk Varšavské smlouvy do Československa byl donucen odstoupit. Byl tehdy evidován na ÚV KSČ jako „exponent pravice“.